# اریک کندریک

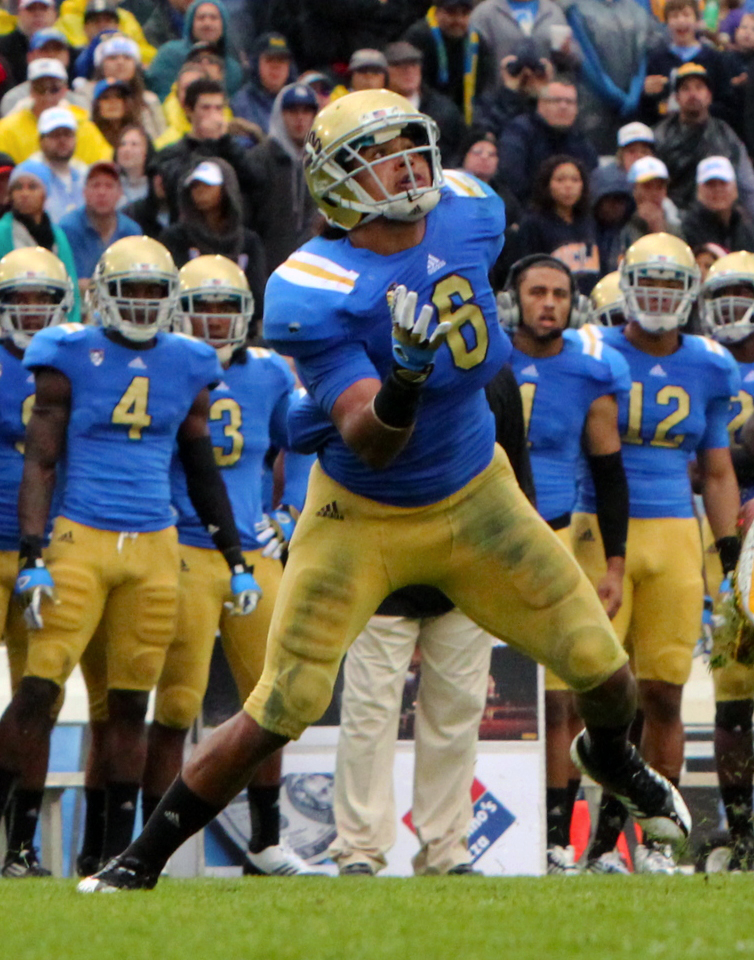
اریک-ناتان ماروین کندریکز / ۲۰۱۲

اریک-ناتان ماروین کندریکز (زاده ۲۹ فوریه ۱۹۹۲) بازیکن فوتبال آمریکایی است که در پست دفاع بازی می‌کند. او در حال حاضر در تیم لس آنجلس چارجرز بازی می‌کند.

## جوایز و افتخارات
- تیم دوم آمریکا (۲۰۱۴)

## زندگی شخصی
برادر او مایکال نیز در تیم ان اف ال مدافع خط است. پدرش نید بین سال‌های ۱۹۷۰–۷۱ رهبری تیم بروینز را بر عهده داشته‌است.